# 三体 (电影)
《三體》是改编自刘慈欣《三体》的中国科幻片，由游族影业投资，小说原作者刘慈欣任监制、游族影业原首席执行官孔二狗任总制片人、张番番导演。主要演员包括张静初、冯绍峰、吴刚、唐嫣、张翰、杜淳等。该电影至今未有制作完成或者上映的消息。

## 剧情
2020年，数百名物理学家死于非命；中国专家汪淼的眼中也出现倒计时，随后发现一款游戏中一个在三日下煎熬的“灾难星球”竟真实存在，那里的“三体文明”400年后即将达到地球；一场未来的浩劫摆在人类面前……

## 演员
- 冯绍峰 饰演 汪淼，本作主人公，国家科学院院士。
- 张静初 饰演 叶文洁，天体物理学家[4]
- 吴　刚 饰演 史强，警察及反恐专家。
- 唐　嫣 饰演 申玉菲，日籍华裔物理学家，“科学边界”成员。
- 张　翰 饰演 潘寒，生物学家。
- 杜　淳 饰演 魏成，数学家，申玉菲的丈夫。
- 程媛媛 饰演 杨冬，物理学家，叶文洁和杨卫宁的女儿。
- 張　帆 饰演 雷志成，红岸基地政委。
- 张光北 饰演 常伟思，将军。
- 邢佳栋 饰演 杨卫宁，红岸基地总工程师，叶文洁的丈夫。
- 鹿凌桀 饰演 白沐霖，《大生产报》记者，翻译。
- 李炫臻 饰演 黑客女孩。
- 胡海锋 饰演 纣王。
- 胡　明 饰演 忠。

## 制作

### 筹备
2009年，张番番以10万元人民币从刘慈欣手中买断了《三体》此后5年的全部影视版权。
2013年9月，张番番到国家电影局给《三体》立项，备案号为“影剧备字[2013]第1424号”。2014年8月26日，游族影业公司成立，公司成立第三天即宣布参与电影《三体》的拍摄。

### 拍摄
2015年3月18日，影片在小兴安岭正式宣布开拍。张静初被许多网友认为是叶文洁的最佳人选，这个网络意见被片方采纳。
2015年4月22日，《三体》电影发布会在北京召开，同时公布将参演此电影的还有冯绍峰、吴刚、唐嫣、张翰、杜淳等。
2015年8月5日，三体官方宣布杀青，正式进入为期一年多的后期制作阶段。

### 后期制作
2015年8月，根据新华网的报道，游族影业表示影片斥资2亿元人民币，其中特效部分“不吝成本”，“创下国产片特效制作资金之最”。在《京华时报》的宣传稿中，电影还声称邀请制作《阿凡达》、《哈利·波特》、《少年派的奇幻漂流》等的“国际顶级特效团队”VHQ负责本片后期，但在该公司（VHQ Media）官方网站上并未将这些电影作品列入作品集中。
2015年11月13日，时任中共中央政治局委员、国家副主席李源潮在上海调研期间视察了游族网络，了解《三体》电影拍摄情况，并观看了电影粗剪片段。据游族内部员工称，“领导们看完的评价实在不怎么样”。一名游族内部员工声称，看完电影拷贝后自己“感觉不好”。
2016年上半年，特效从新加坡的VHQ特效团队转交中国上海的明迪传媒。
2016年6月，有消息称《三体》无限延期，并指出孔二狗已离职，特效团队被更换、导演张番番拍摄的素材被废弃。当月，电影官方微博发表声明否认，回应一切顺利，称后期特效延长时间是出于对作品质量的要求。孔二狗也在网上发文对传言予以否认，称《三体》电影只是因预算推迟，“谣言自会不攻自破”。根据新浪娱乐的独家调查，“游族的员工想吐槽的人太多了”，游族影业员工数已从鼎盛时的120人减少到30人。参加了看片会、且有股东关系的陆川导演则告诉新浪娱乐的调查记者，“要给创新者一个创新的空间，去宽容”。
2019年，特效团队明迪传媒被列入失信被执行人。
2020年5月，孔二狗在某活动提及《三体》电影的进展，表示“三体有各种各样原因，我愿意承担一定责任，我相信有一天会面世，会以让大家惊喜的方式。”
2020年12月，制片方游族影业董事长林奇遭三体宇宙公司CEO许垚投毒，因中毒救治无效逝世。
2017年至今，电影官方微博再未发布任何与电影制作相关的信息，仅在2019年电影《流浪地球》上映时协助了宣传。